# Necdet Atsüren
Necdet Atsüren (* 1940) ist ein ehemaliger türkischer Fußballspieler.

## Karriere
Atsüren spielte von 1960 bis 1964 für MKE Ankaragücü und kam zu 62 Ligaspielen. In der Saison 1964/65 spielte er für Galatasaray Istanbul. Für die Gelb-Roten kam er in vier Ligaspielen zum Einsatz, weshalb er bereits nach einer Spielzeit Galatasaray verließ und Spieler von Feriköy SK wurde. Bei Feriköy beendete Necdet Atsüren nach der Saison 1968/69 seine Karriere.